# Thalassoma ascensionis
Thalassoma ascensionis är en fiskart som först beskrevs av Jean René Constant Quoy och Gaimard, 1834.  Thalassoma ascensionis ingår i släktet Thalassoma och familjen läppfiskar. IUCN kategoriserar arten globalt som otillräckligt studerad. Inga underarter finns listade i Catalogue of Life.